# Relations entre le Bangladesh et le Laos
Les relations entre le Bangladesh et le Laos sont les relations bilatérales de la république populaire du Bangladesh et de la république démocratique populaire du Laos. Les relations diplomatiques entre les deux pays ont officiellement débuté en 1988.

## Visites d'État
La Première ministre du Bangladesh, Sheikh Hasina, a effectué une visite officielle à Vientiane, la capitale du Laos, en 2012. Lors d'une discussion avec le Premier ministre laotien, Thongsing Thammavong, Hasina a fait remarquer que le Laos pourrait éventuellement bénéficier de la connectivité du Bangladesh avec l'Inde, le Népal, le Bhoutan et la Chine, et d'un marché combiné de plus de trois milliards de personnes et, soulignant les perspectives des affaires et des investissements au Bangladesh, la Première ministre a chaleureusement invité les entrepreneurs laotiens à venir examiner les possibilités d'investissement au Bangladesh.

## Coopération sur la scène internationale
Le Bangladesh et le Laos se soutiennent mutuellement dans divers forums internationaux. En 2012, le Laos a soutenu l'inclusion du Bangladesh dans le dialogue Asie-Europe (Asia-Europe Meeting - ASEM). En remerciant le Laos pour cette initiative, Sheik Hasina a signalé que le Bangladesh chercherait également du soutien pour devenir un partenaire de dialogue de l'Association des nations de l'Asie du Sud-Est (ANASE) ainsi que pour son entrée dans l'initiative de coopération Mékong-Gange.  Ils font tous deux partie de l'initiative chinoise Nouvelle route de la soie, un ensemble de liaisons maritimes et de voies ferroviaires entre la Chine et l'Europe.

## Coopération économique
Les médicaments bangladais, le ciment, la céramique, les produits d'ingénierie légère, le cuir, l'acier et les produits agricoles ont été identifiés comme des produits très demandés au Laos. Le manque de liaisons de transport adéquates a été l'un des principaux problèmes pour l'expansion du commerce bilatéral entre les deux pays. Les deux pays s'efforcent de résoudre le problème des transports et sont en train de rejoindre le réseau de la route asiatique qui résoudrait les problèmes.